# 最高议会 (塔吉克斯坦)
最高议会（羅馬化：Majlisi Oliyi），是塔吉克斯坦的国家立法机关。最高议会实行两院制，由民族院和代表会议组成。最高议会在立法方面的主要职权是：通过、修改以及废除法律和决议；解释宪法和法律，这是议会行使立法权的特殊表现形式；把法律草案和其他重要的国家和社会问题提交全民讨论，为议会进行立法作准备；批准和宣布废除国际条约。